# Fantasieblümchen
Fantasieblümchen, op. 241, är en polkamazurka av Johann Strauss den yngre. Den framfördes första gången den 14 oktober 1860 i Pavlovsk i Ryssland.

## Historia
Verket härrör sig från Johann Strauss sjätte årliga konsertturné till Ryssland och hade premiär den 14 oktober 1860 i Pavlovsk utanför Sankt Petersburg (vid samma tillfälle spelades även polkan Maskenzug-Polka). I slutet av månaden återvände en utarbetad Strauss till Wien efter en nästan sex månader lång konsertsäsong. Han förde med sig en hel del nya verk komponerade speciellt för den ryska publiken, däribland polkamazurkan Fantasieblümchen. Den 25 november framförde Strauss flera av dessa för första gången för sin hemmapublik vid en eftermiddagskonsert i Volksgarten. Tyvärr blev ingen av dem några succéer och glömdes snart bort.

## Om polkan
Speltiden är ca 4 minuter och 14 sekunder plus minus några sekunder beroende på dirigentens musikaliska tolkning.